# Марксистско-ленинская коммунистическая партия Бразилии
Марксистско-ленинская коммунистическая партия (порт. Partido Comunista Marxista-Leninista) — политическая партия Бразилии, не зарегистрированная Верховным избирательным судом страны.
Активисты партии предложили возродить коммунистическую партию в Бразилии на основании принципов марксизма-ленинизма. Возрождение партии было необходимо после того удара, который понесли коммунисты в результате переворота 1964 года и позднейшего крушения социалистического лагеря и вызванными им кризиса и дезорганизации коммунистического движения.
Восстановительный съезд состоялся в 2000 году.
Партия поддерживает ленинские тезисы об организации, поскольку находит их соответствующими ныне существующей империалистической стадии капитализма.
Она стремится внести свой вклад в объединение, организацию и борьбу трудящихся за освобождение от капиталистической и империалистической эксплуатации и угнетения как на национальном так и на международном уровнях.
МЛКП является частью Организации солидарности народов Африки, Азии и Латинской Америки (OSPAAAL). Кроме того, она входит в континентальную Боливарианскую координацию.
Издаёт журнал «Инверта».